# Carbone acétylénique linéaire
Le carbone acétylénique linéaire, également appelé carbyne, serait un allotrope du carbone constitué de chaînes linéaires –[C≡C–]n. Dans ce type de structure, les atomes de carbone présentent une géométrie linéaire avec une hybridation sp. De tels matériaux présentent un intérêt considérable en nanotechnologie dans la mesure où leur module de Young est environ 40 fois supérieur à celui du diamant. Leur existence même en tant qu'allotrope distinct du carbone est discutée, tant leurs propriétés et leurs méthodes de synthèse se rapprochent de celles des fullerènes. Cependant, les polyynes, des oligomères polyalcyniques susceptibles de former des sous-structure de composés plus grands, sont bien connus et intensivement étudiés. Des chaînes polyacétyléniques de plus de 300 atomes de carbone ont été produites et semblent être raisonnablement stables tant que les unités alcyne terminales sont protégées au lieu d'être simplement liées à un atome d'hydrogène libre ; l'analyse de cette étude avait spécifiquement démontré que le résultat de ces travaux était bien une structure linéaire acétylénique plutôt qu'un fullerène.
Une étude publiée en 2004 sur un carbone acétylénique linéaire semble montrer une structure électronique de type cumulène — des doubles liaisons contiguës le long d'une chaîne carbonée hydridée sp — plutôt qu'une alternance de simples et de triples liaisons.